# تسجيع (الصومال)
تِسجيع هي بلدة في محافظة باري شمال شرق الصومال، وتقع على بعد 90 كيلومتر (56 ميل) جنوب شرق بوصاصو، و30 كيلومتر (19 ميل) من الطريق الرئيسي الذي يربط بوصاصو بجالكايو (المعروف محليًا باسم لاميغا)، تتكون البلدة من جزأين، تسجيع العيا وتسجيع السفلى، على بعد حوالي ثلاثة كيلومترات من بعضهما البعض.

## التعليم
توجد في بلدة تسجيع مدرستان ابتدائية ومتوسطة ومدرستان لتحفيظ القرآن، وأجرت وزارة التربية والتعليم في ولاية بونتلاند في عام 2019 الاختبارات النهائية لطلبة مدارس تسجيع، وتشهد المدينة نموا سريعا في مجالات أبرزها التعليم.

## خلفية تاريخية
استوطنت بلدة تسجيع لأول مرة عام 1920، وكانت حينها عبارة عن مجرى مائي يورد فيه الرعاة مواشيهم، وشهدت تناميا بعد ذلك وتضاعف عدد السكان.

## روابط خارجية
- تيسجيع، محافظة باري